# Глесс, Шэрон
Шэ́рон Маргери́т Глесс (англ. Sharon Marguerite Gless, род. 31 мая 1943, Лос-Анджелес, Калифорния) — американская актриса театра, кино и телевидения. За свою карьеру она получила две премии «Золотой глобус», две «Эмми» и была удостоена собственной звезды на Голливудской аллее славы в 1995 году. Она наиболее известна по роли Мэгги Филбин в телесериале «Коммуникаторы» (1975—1978), Кристины Кегни в «Кегни и Лейси» (1982—1988), Дебби Новотны в сериале «Близкие друзья» (2000—2005) и Мадлин Вестен в сериале «Чёрная метка» (2007—2013).

## Биография
Шэрон Маргерит Глесс родилась в Лос-Анджелесе, США. В 1991 году она вышла замуж за продюсера сериала «Кегни и Лейси» Барни Розенберга, который годом ранее после 11 лет совместной жизни развелся с Барбарой Кордей, автором и сценаристом сериала «Кегни и Лэйси». Этот продолжительный проект принес актрисе множество наград и большой успех.
В 1990 году Глесс получила главную роль в драме «Испытания Рози О’Нил», за которую получила свой второй «Золотой глобус». Шоу имело успех у критиков, но не имело высоких рейтингов и было закрыто после двух сезонов.
После завершения сериала, в 1994 и 1995 годах актриса продолжала играть роль Кристины Кегни, но уже в телевизионных фильмах. В тот период она была активно задействована в качестве актрисы озвучивания. С 2000 по 2005 год она снималась в телесериале «Близкие друзья».
В 1995 году у Глесс появилась звезда на Голливудской аллее славы. В 2006 году она исполнила главную роль мини-сериале BBC «В пределах государства», имевшем успех у критиков. Кроме того в 2008 году она была приглашенной звездой в драме «Части тела», за которую она получила очередную номинацию на «Эмми».
В 2009 году Глесс сыграла главную роль в независимом фильме «Анна свободна», за которую получила награду «Midwest Independent Award» и признание критиков.
С 2007 по 2013 год Глесс играла в телесериале «Чёрная метка», за выступление в котором она получила в очередной раз номинацию на «Эмми» в 2010 году.

## Фильмография
| Год       |    | Русское название                           | Оригинальное название                        | Роль                   |
| --------- | -- | ------------------------------------------ | -------------------------------------------- | ---------------------- |
| 1974      | ф  | Аэропорт 1975                              | Airport 1975                                 | Шэрон                  |
| 1972—1976 | с  | Доктор Маркус Уэлби                        | Marcus Welby, M.D.                           | Кэтлин                 |
| 1975—1978 | с  | Коммуникаторы                              | Switch                                       | Мэгги Филбин           |
| 1980      | ф  | Война Скарлетт О’Хара                      | The Scarlett O'Hara War                      | Кэрол Ломбард          |
| 1980      | тф | Дети, которые слишком много знали          | The Kids Who Knew Too Much                   | Карен Голднер          |
| 1982—1988 | с  | Кегни и Лэйси                              | Cagney & Lacey                               | Сержант Кристина Кэгни |
| 1983      | ф  | Звездная палата                            | The Star Chamber                             | Эмили Хардин           |
| 1985      | ф  | Отпуская                                   | Letting Go                                   | Кейт                   |
| 1990—1992 | с  | Испытания Рози О’Нил                       | The Trials of Rosie O'Neill                  | Рози О'Нил             |
| 1992      | ф  | Россия сегодня: Люди движутся к демократии | Russia Today, a Peoples Journey to Democracy | рассказчик             |
| 1997      | ф  | Эн Рэнд: Смысл жизни                       | Ayn Rand: A Sense of Life                    | рассказчик             |
| 2000      | ф  | Принеси ему домой                          | Bring Him Home                               | Мэри Дэли              |
| 2000—2005 | с  | Близкие друзья                             | Queer As Folk                                | Дебби Новотны          |
| 2006      | с  | В пределах государства                     | The State Within                             | Линн Уоррен            |
| 2009      | ф  | Анна свободна                              | Hannah Free                                  | Анна                   |
| 2008—2009 | с  | Части тела                                 | Nip/Tuck                                     | Колин Роуз             |
| 2010      | ф  | После падших                               | Once Fallen                                  | Сью                    |
| 2007—2013 | с  | Чёрная метка                               | Burn Notice                                  | Мадлин Вестен          |

## Награды и почётные звания
- 1986 — Премия «Золотой глобус» — лучшая актриса в сериале-драме («Кегни и Лейси»)
- 1986 — Премия «Эмми» — лучшая актриса в драматическом сериале («Кегни и Лейси»)
- 1987 — Премия «Эмми» — лучшая актриса в драматическом сериале («Кегни и Лейси»)
- 1991 — Премия «Золотой глобус» — лучшая актриса в сериале-драме («Испытания Рози О’Нил»)
- 1995 — Голливудская «Аллея славы» — за выдающийся вклад в телевидение 7065 Hollywood Blvd